# Tituly a vyznamenání Jamese L. Hollowaye III.

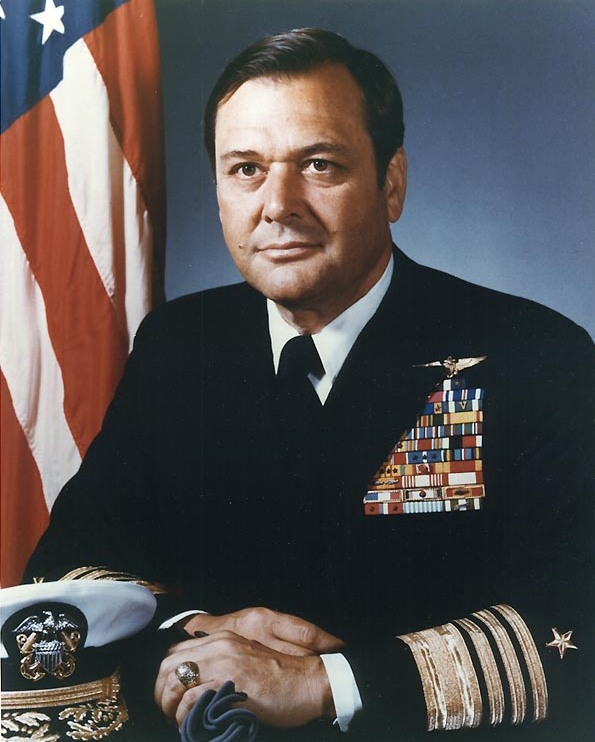
Admirál James L. Holloway III. v uniformě s řadou vyznamenání

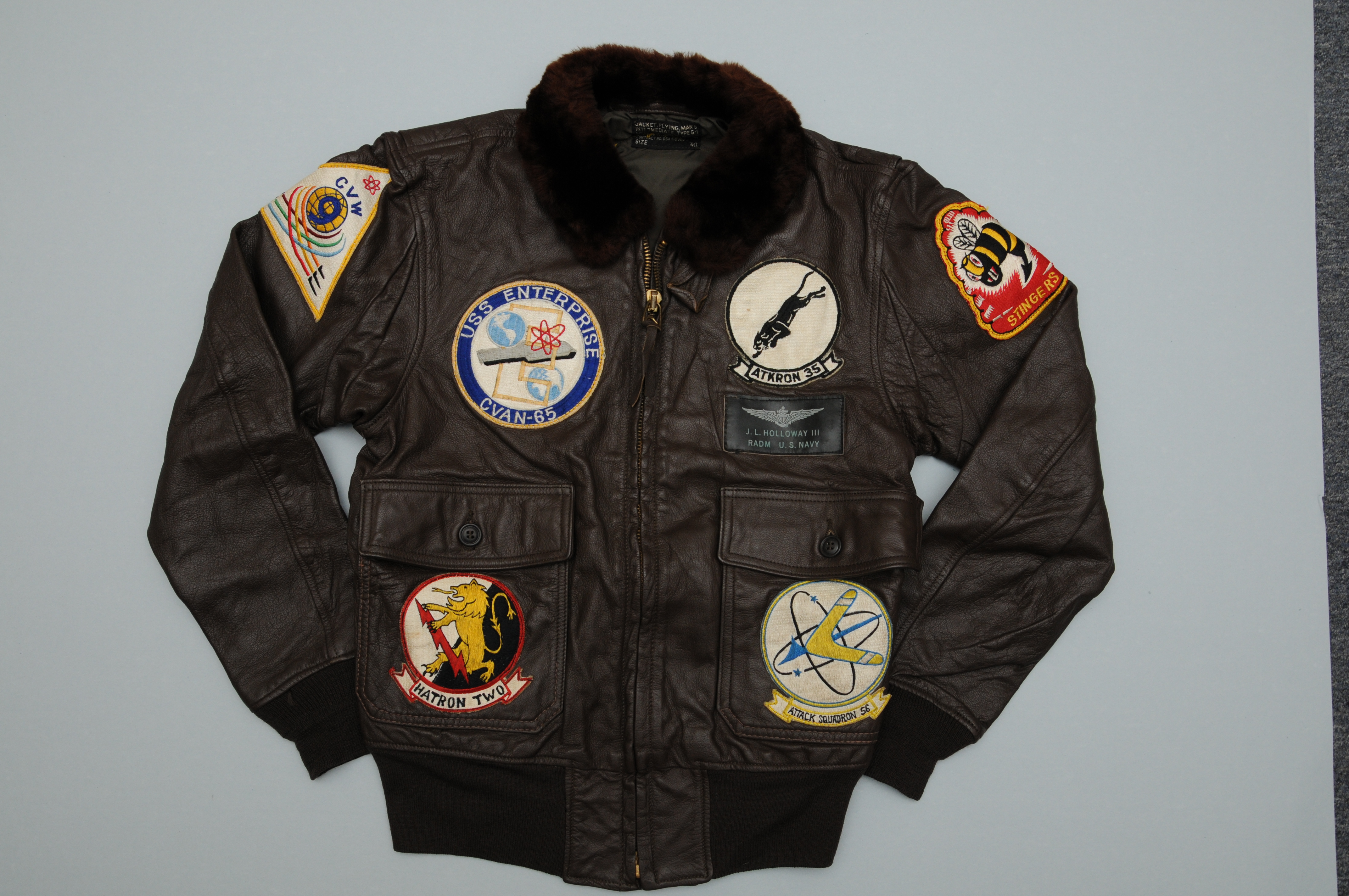
Pilotní bunda Jamese L. Hollowaye III.

James Lemuel Holloway III., bývalý admirál Spojených států amerických, obdržel během své kariéry více než 40 amerických a zahraničních řádů a medailí.

## Vojenské hodnosti
- kadet U. S. Naval Academy – 1939[2]
- Commander – 1955[2]

## Vyznamenání

### Americká vyznamenání
- Naval Aviator Badge (odznak námořního letce)

- Defense Distinguished Service Medal s bronzovým dubovým listem[1]

- Navy Distinguished Service Medal se třemi zlatými hvězdami[1]
- Legion of Merit se zlatou hvězdou[1]
- Distinguished Flying Cross[1]
- Bronzová hvězda s V sponou[1]
- Air Medal se dvěma zlatými hvězdami[1]
- Navy and Marine Corps Commendation Medal s V sponou[1]
- Navy Unit Commendation s jednou bronzovou hvězdou
- Navy Meritorious Unit Commendation
- Medaile za službu v Číně
- Medaile za službu v amerických obranných silách s bronzovou hvězdou
- Medaile za evropsko-africko-středovýchodní tažení
- Medaile za asijsko-pacifické tažení se čtyřmi bronzovými hvězdami
- Medaile za americké tažení
- Medaile Vítězství ve druhé světové válce
- Navy Occupation Service Medal
- Medaile za službu v národní obraně
- Medaile za službu v Koreji
- Expediční medaile ozbrojených sil
- Medaile za službu ve Vietnamu

### Zahraniční vyznamenání
- Argentina
  -  Námořní záslužný řád
- Brazílie
  -  rytíř Námořního záslužného řádu
- Filipíny
  -  Filipínská osvobozenecká medaile se dvěma služebními hvězdičkami
  -  Filipínská prezidentská citace
- Francie
  -  Řád čestné legie[1]
- Japonsko
  -  Řád vycházejícího slunce[1]

- Jižní Korea
  -  Kulturní záslužný řád II. třídy
  -  Korejská prezidentská citace
- Jižní Vietnam
  -  rytíř Národního řádu Vietnamu
  -  komtur Národního řádu Vietnamu
  -  Kříž za statečnost s palmou
  -  Medaile za tažení ve Vietnamu
  -  Kříž za statečnost citace pro jednotku
- Německo
  -  velký záslužný kříž s hvězdou a šerpou Záslužného řádu Spolkové republiky Německo – 23. února 1978[1]

### Ostatní vyznamenání
- Medaile OSN za Koreu